# (89959) 2002 NT7
(89959) 2002 NT7 — навколоземний астероїд з групи аполлонів, який характеризується вкрай високими значеннями нахилу орбіти до площини екліптики і її ексцентриситетом, через що він перетинає орбіту і  Землі, і Марса. Відкритий 9 червня 2002 р. в рамках американської програми з пошуку навколоземних астероїдів  LINEAR в  обсерваторії Сокорро. 
Відразу після відкриття отримав досить високу оцінку небезпеки зіткнення (0,06) за Палермською шкалою (Palermo Technical Impact Hazard Scale), оскільки передбачалося, що він може зіткнутися із  Землею 1 лютого 2019 року. Станом на 25 липня 2002 року, рейтинг небезпеки за шкалою Палермо було знижено до -0,25, а на 1 серпня 2002 року його вилучили з переліку небезпечних для Землі об'єктів системи моніторингу Sentry Risk Table.
Подальшими спостереженнями за астероїдом встановлено, що 13 січня 2019 року астероїд мав пролетіти на відстані 0,4078  а. о. (61 млн км) від Землі . А через рік — 30 січня 2020 року — очікується його тісне зближення з астероїдом 2 Паллада (0,02718 а. о. або 4 млн км).